# VII Conferenza del Partito Operaio Socialdemocratico Russo (bolscevico)
La VII Conferenza del Partito Operaio Socialdemocratico Russo (bolscevico), o POSDR(b), si tenne dal 7 al 12 maggio 1917 a Pietrogrado. Caduto lo zar con la rivoluzione di febbraio, fu la prima Conferenza del partito a non tenersi in condizione di clandestinità. Viene ricordata anche come Conferenza di Aprile, dalle date di svolgimento riferite al calendario giuliano allora in vigore in Russia (24-29 aprile).

## Lavori
Ai lavori presero parte 133 delegati con voto deliberativo e 18 con voto consultivo, in rappresentanza di circa 80 000 iscritti. Si svolse all'indomani della pubblicazione sulla Pravda delle Tesi di Aprile di Lenin e decretò, in aperto contrasto con il Governo provvisorio, l'obiettivo di conferire «Tutto il potere ai soviet».
L'assemblea elesse il Comitato Centrale, composto da nove membri effettivi (Lenin, Zinov'ev, Kamenev, Sverdlov, Miljutin, Nogin, Smigla, Stalin e Fëdorov) e quattro candidati.